# Primera División 1948/49 (El Salvador)
In 1948/49 werd het eerste profseizoen gespeeld van de Primera División de Fútbol Profesional, de hoogste voetbalafdeling van El Salvador. Once Municipal werd kampioen.

## Eindstand
| Plaats | Club              | Wed. | W  | G | V  | Saldo | Ptn. |
| ------ | ----------------- | ---- | -- | - | -- | ----- | ---- |
| 1.     | Once Municipal    | 24   | 15 | 7 | 2  | 71:27 | 37   |
| 2.     | Libertad          | 24   | 14 | 8 | 2  | 59:22 | 36   |
| 3.     | CD FAS            | 23   | 13 | 3 | 7  | 59:47 | 29   |
| 4.     | Juventud Olímpica | 24   | 11 | 4 | 9  | 42:44 | 26   |
| 5.     | CD Dragón         | 22   | 10 | 5 | 7  | 37:31 | 25   |
| 6.     | Luis Ángel Firpo  | 22   | 9  | 7 | 6  | 43:41 | 25   |
| 7.     | CD Santa Anita    | 21   | 10 | 4 | 7  | 38:28 | 24   |
| 8.     | Alacranes         | 24   | 7  | 6 | 11 | 38:40 | 20   |
| 9.     | España            | 21   | 8  | 4 | 9  | 36:43 | 20   |
| 10.    | Independiente     | 23   | 6  | 7 | 10 | 31:41 | 19   |
| 11.    | Ferrocarril       | 23   | 5  | 5 | 13 | 29:42 | 15   |
| 12.    | Cuscatleco        | 22   | 5  | 3 | 14 | 34:56 | 13   |
| 13.    | Quequeisque FC    | 23   | 2  | 3 | 18 | 23:76 | 7    |

|  | Kampioen |

### Kampioen
| Primera División de Fútbol Profesional de 1948/49 |
| El Salvador                                       |
| ------------------------------------------------- |
| ONCE MUNICIPAL Kampioen (1° titel)                |